# Ашмарин, Василий Матвеевич
Василий Матвеевич Ашма́рин (середина XIX века  — после 1902 года, Москва) — владелец модной в конце XIX века фабрики серебряных изделий, золотых (серебряных) дел мастер, эмальер, искусный резчик штихелем.
Работы мастера Ашмарина высоко ценятся среди коллекционеров. Изделия фабрики представлены в собрании Государственного исторического музея, также их можно встретить на платформах мировых аукционных домов и в частных коллекциях.

## Биография
О жизни Василия Матвеевича известно немного. Родился в середине XIX века, предположительно выходец Подольского уезда («вотчина» ювелиров) Московской губернии. Был известен как серебряных дел мастер, ювелир.
Дважды представлял Российскую империю (класс: золотые и серебряные изделия) на Всемирной выставке в Париже (1899-1900 гг.), дважды был удостоен бронзовых медалей.
Проживал в Москве (собственное домовладение по Кологривскому переулку). До наших дней здание не сохранилось. По этому же адресу с 1883 — 1909-й годы размещалась фабрика серебряных изделий. По сведениям от 1901 года на фабрике числилось 25 рабочих.
С 1902 по 1909 гг. согласно адресной и справочной книге "Вся Москва" домовладение переходит к супруге Агафье Андреевне Ашмариной. Дело продолжает сын Степан Васильевич Ашмарин.

## Мастерская Ашмарина
Василий Матвеевич славился своей творческой фантазией и художественной импровизацией, точностью и аккуратностью исполнения ювелирных заказов. Столовое серебро прошедшее через руки мастера и его учеников расцветает сказочными узорами традиционного "Русского стиля". Тут и резные пейзажные мотивы "белокаменной" обрамленные чернью и тончайшей работы витая скань и зернь окаймляющая чешуйчатые и сетчатые полусферы растительных орнаментов.
Солонки, чарки, подстаканники, ковши и подносы чередуют серебро и причудливые эмали с переливчатым блеском лимонной позолоты, штриховые лучи на столовых приборах и табакерках хранят тайны монограмм.

## Галерея

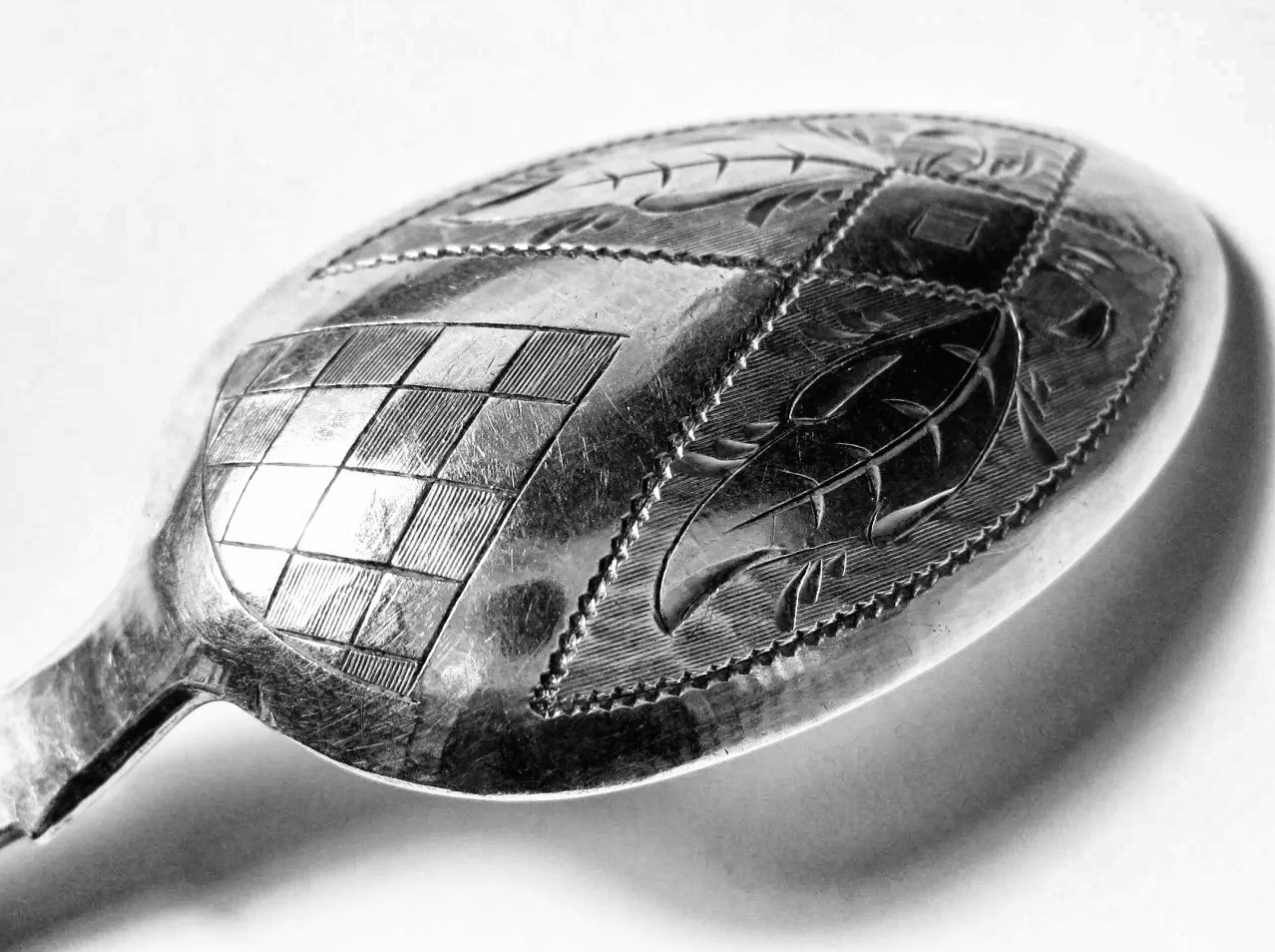
Ашмарин В. М. резьба штихелем по кофейной ложечке
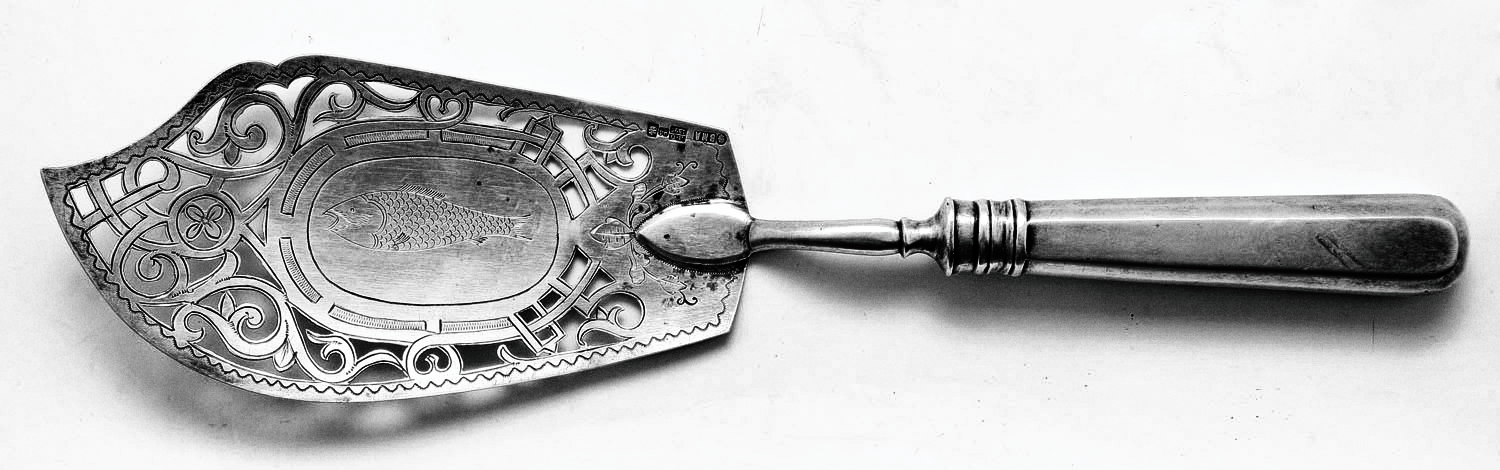
Ашмарин В. М. кулинарная лопатка для рыбы
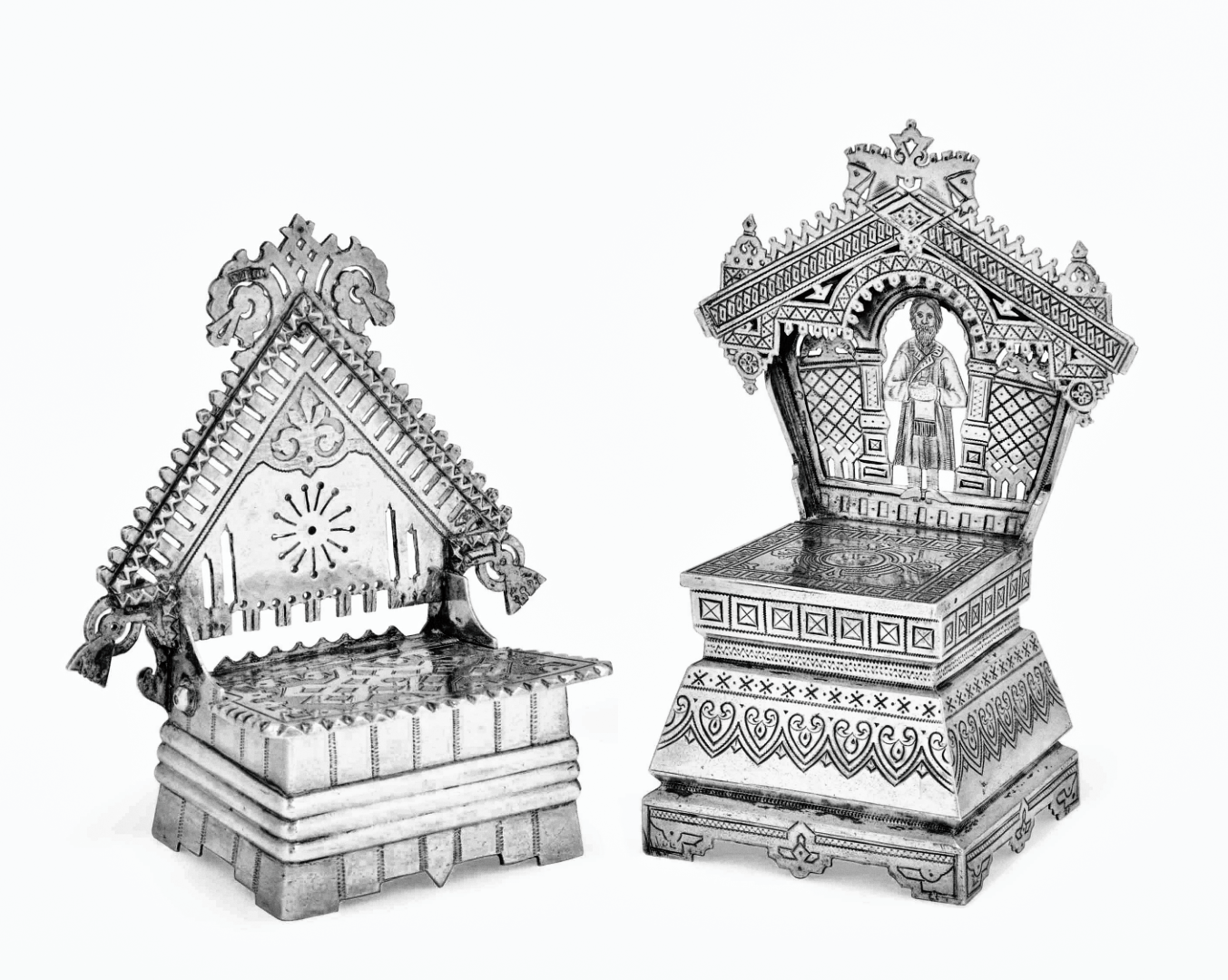
Ашмарин В. М. солонки фигурные
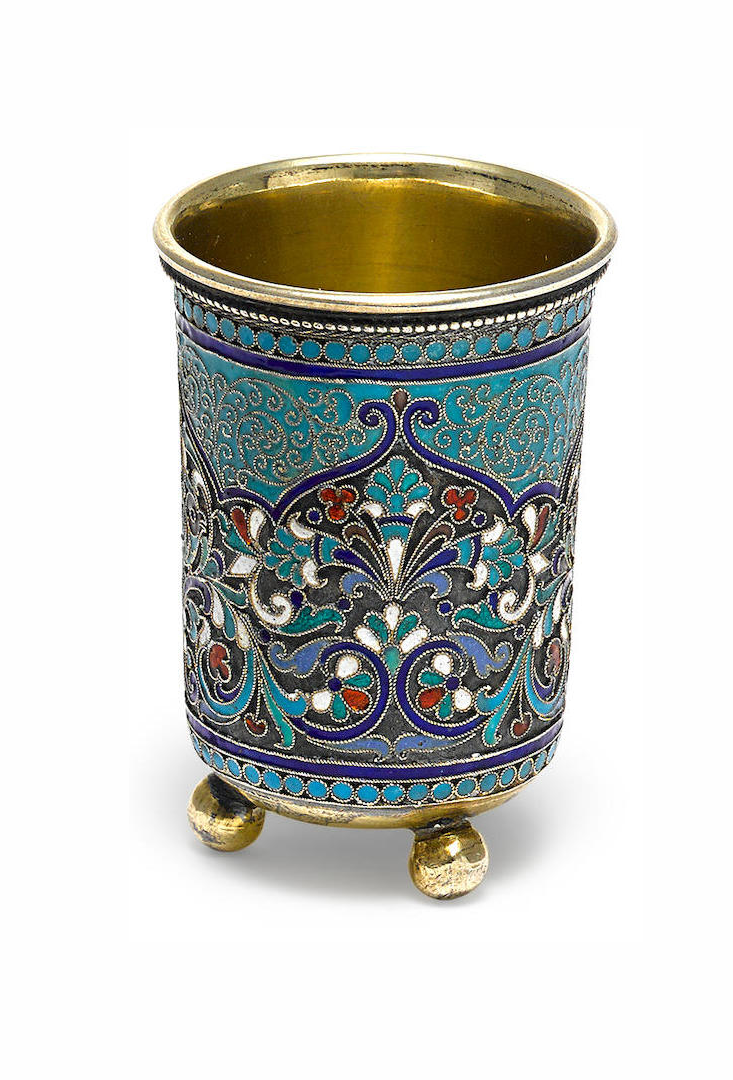
Ашмарин В. М. чарка эмаль по скани
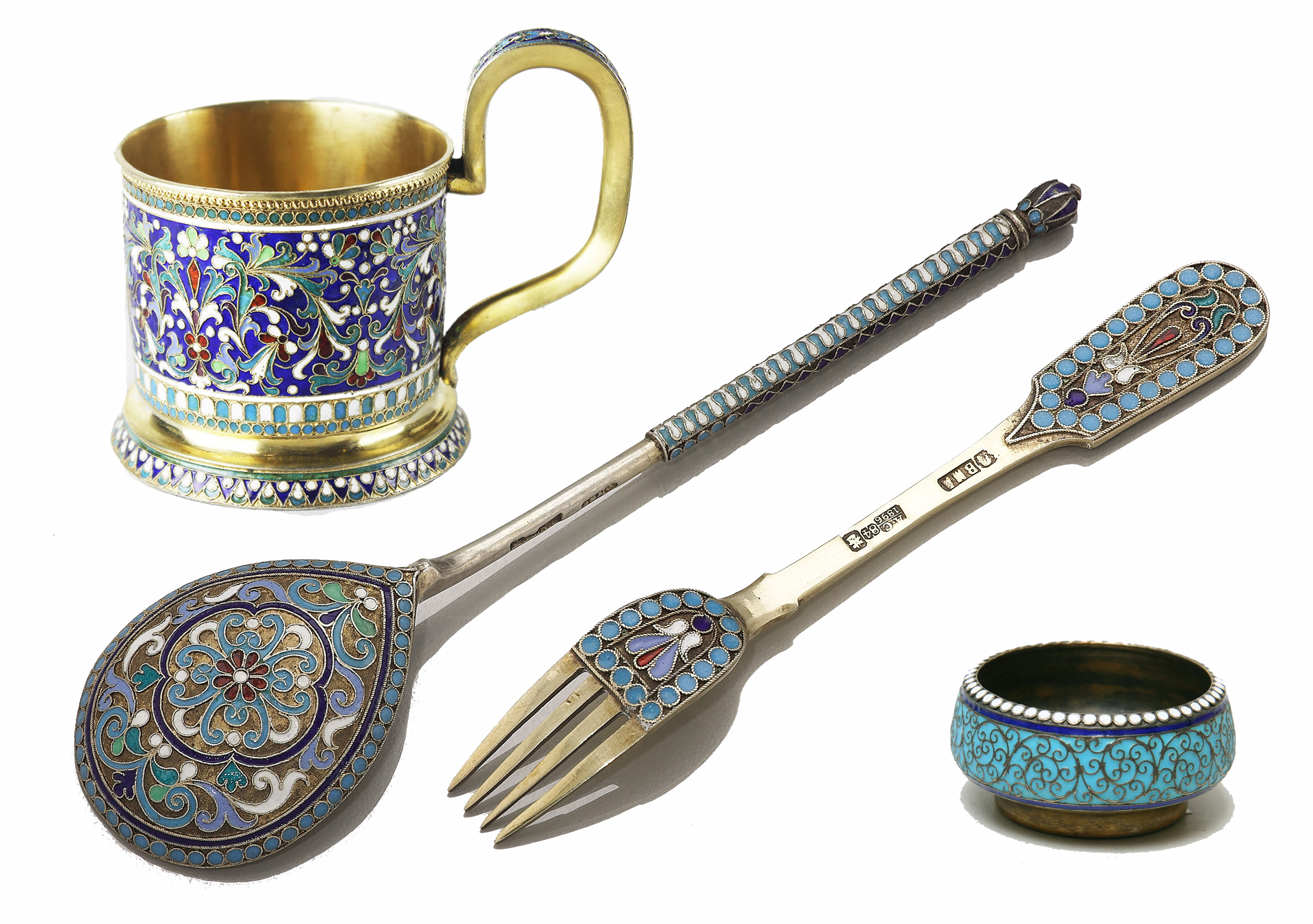
Ашмарин В. М. серебряная эмалевая посуда
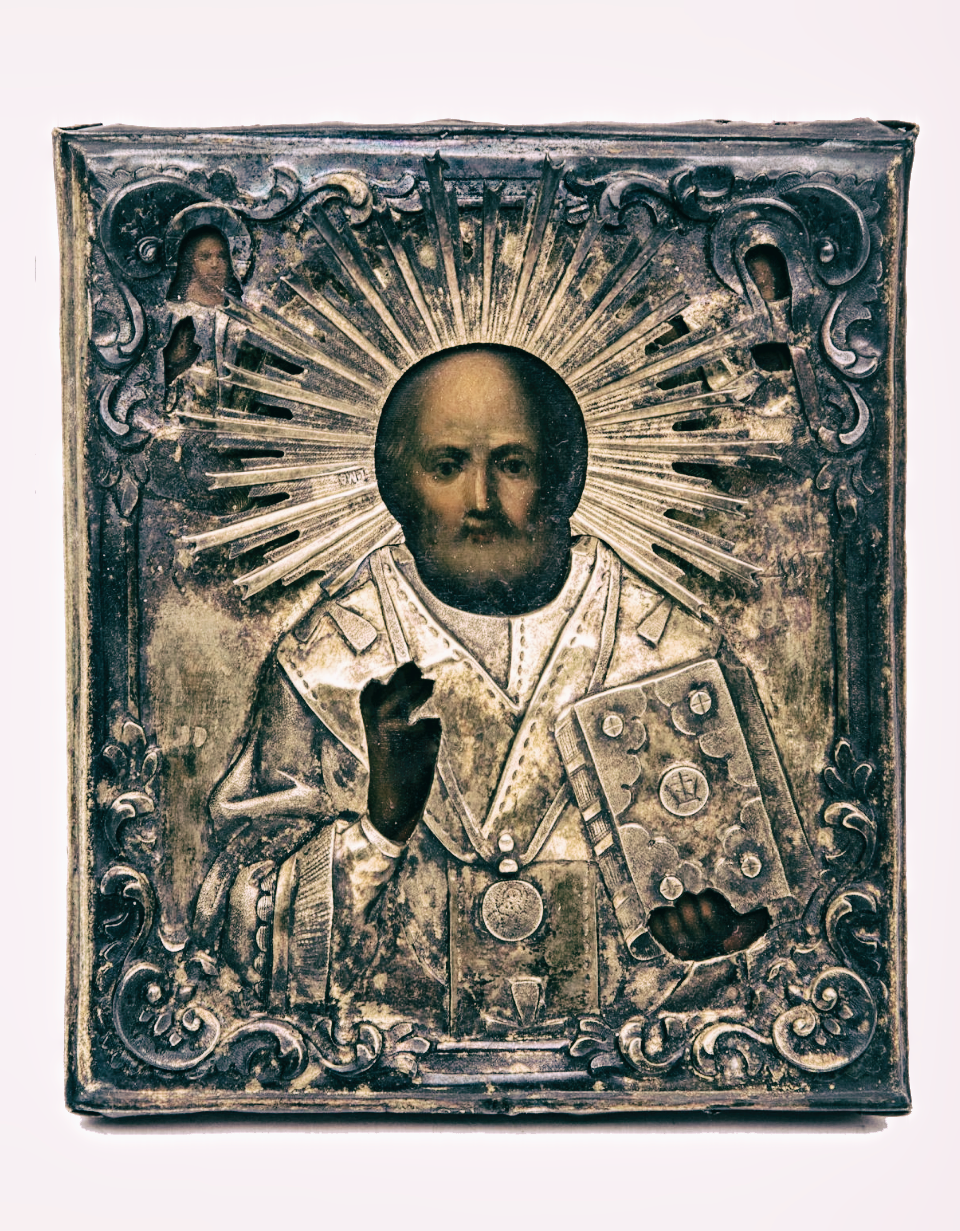
Ашмарин В. М. оклад иконы Николай Угодник

## Клейма на изделиях

Ашмарин В.М. клеймо (миниатюра наградной бронзовой медали 1899)

Согласно указателю клейм Постниковой-Лосевой (  №2320; №2321; №2280; №2258) и каталогу Geoffrey Watts существует 4 разновидности инициалов на клеймах фабрики серебряных изделий Ашмарина В. М., а именно:
1. №2320 ВМА + (иногда медаль с профилем мастера Ашмарина)
2. №2321 В.М.А. + (иногда медаль с профилем мастера Ашмарина)
3. №2280 В.АШМАРИНЪ + (медаль с профилем мастера Ашмарина)
4. №2258 АШМАРИНЪ

Рядом с именными клеймами мастера (№2320 — ВМА; №2280 — В.АШМАРИНЪ) иногда встречается медаль с трудноразличимым изображением. По утверждению исследователя Белохвостикова А. А. данная медаль встречается рядом с именным клеймом после 1899 года и является миниатюрой наградной бронзовой медали.

## Награды

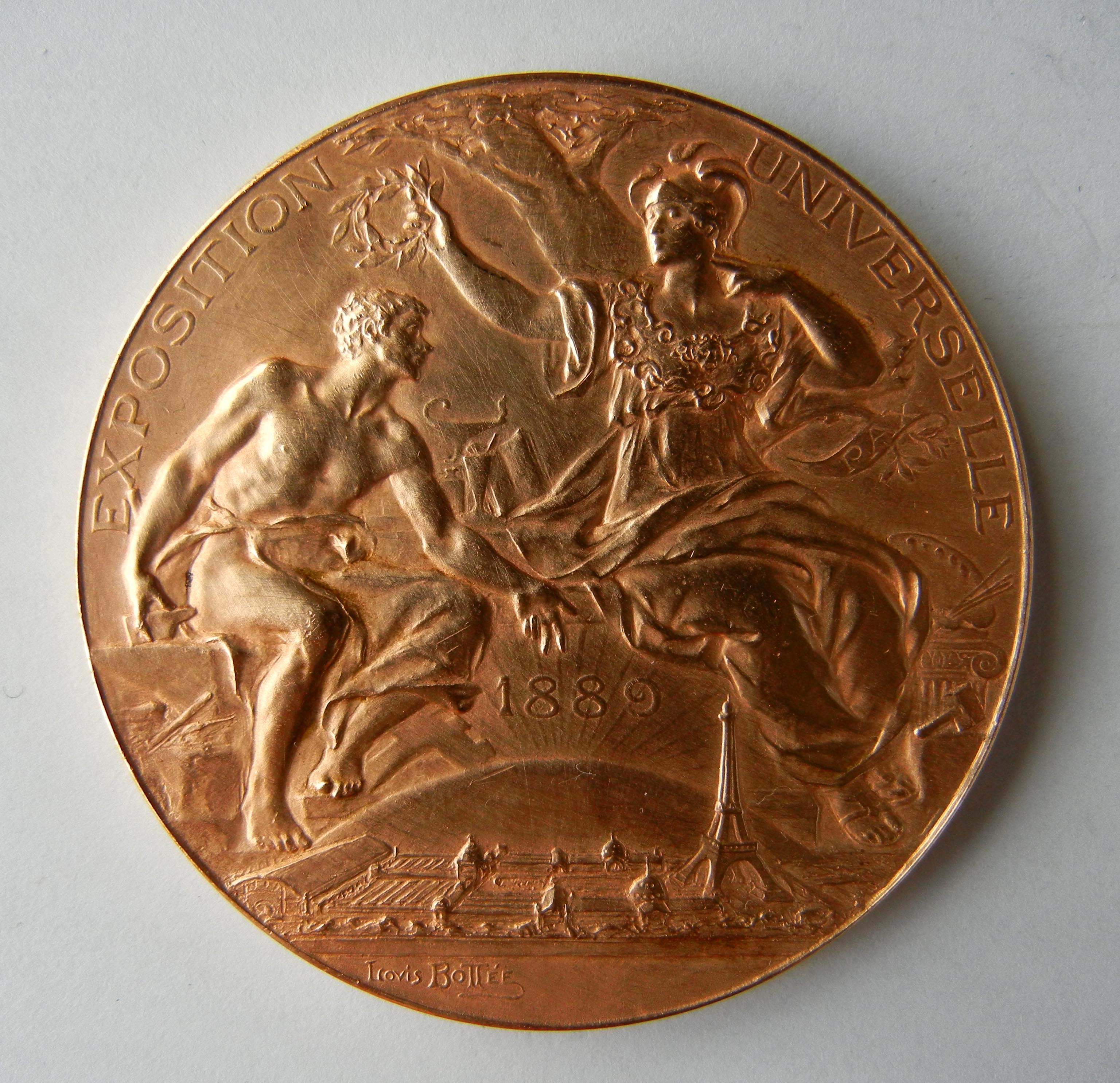
Бронзовая медаль «La médaille de l'Exposition universelle de Paris» (1899 год; Париж, Франция)

- Бронзовая медаль «La médaille de l'Exposition universelle de Paris» (1899 год; Париж, Франция)
- Бронзовая медаль «La médaille de l'Exposition universelle de Paris» (1900 год; Париж, Франция)[8]

## Память
- Работы фабрики Ашмарина Василия Матвеевича представлены в собрании Государственного исторического музея.